# 福州大学晋江校区
福州大学晋江校区，又称福州大学晋江科教园，是福州大学的一个校区，位于福建省晋江市金井镇。
2015年11月，晋江市人民政府与福州大学签订《共建“福州大学晋江科教园区”合作协议》。2016年，福州大学晋江校区开始招生，学生暂在福州大学校本部怡山校区学习。2017年2月，福州大学晋江校区开始动工建设。2018年4月27日，福州大学晋江校区举行首批研究生入驻仪式，270名福州大学研究生从福州怡山校区正式进驻晋江校区。